# Andreas Winhart

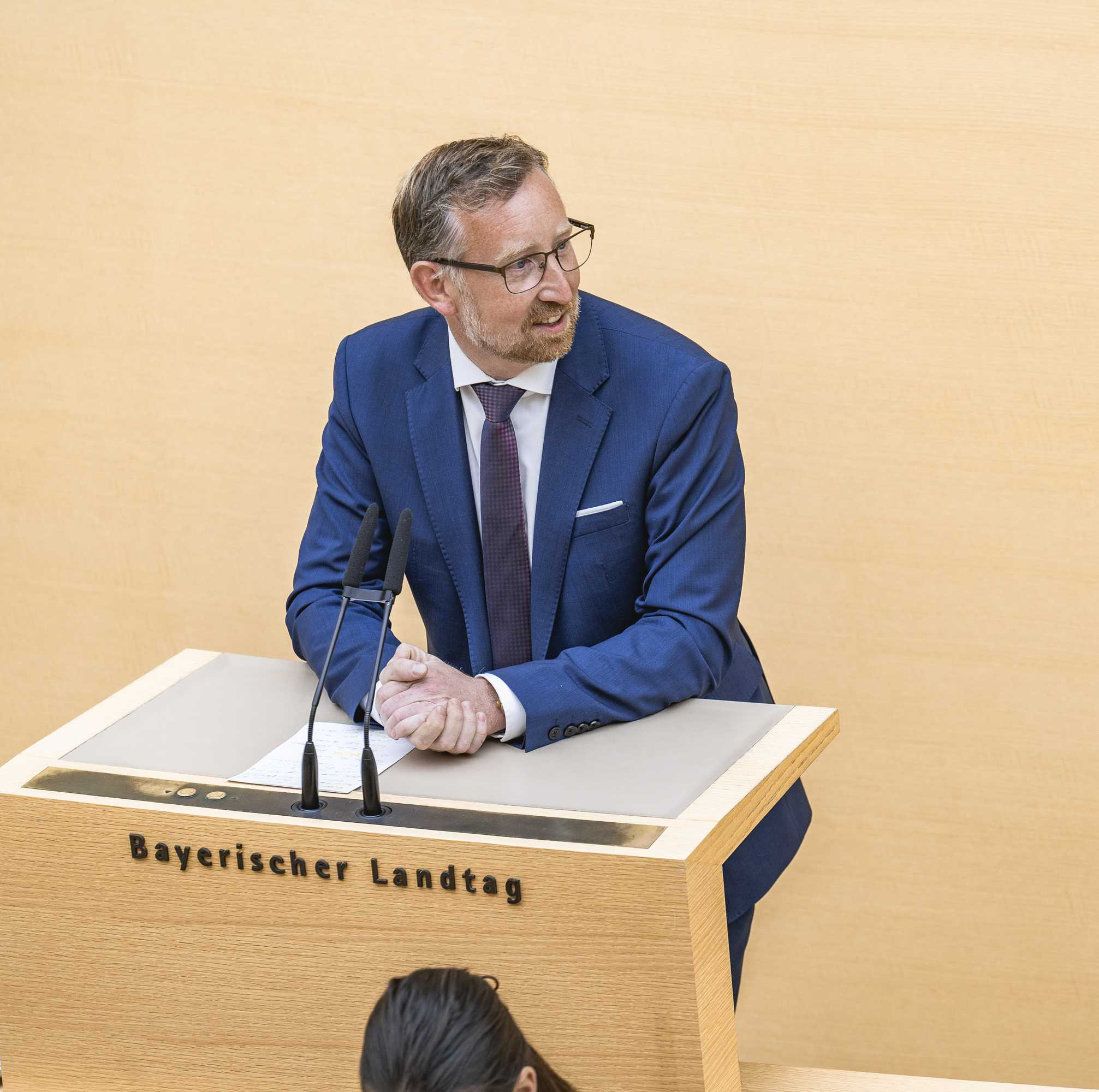
Andreas Winhart, 2024

Andreas Winhart (* 25. Mai 1983 in Rosenheim) ist ein rechtspopulistischer deutscher Politiker (AfD). Er ist seit 2018 Mitglied des Bayerischen Landtags. Winhart wurde ab 2018 durch rassistische Äußerungen überregional bekannt. Er stand bis Anfang 2019 unter Beobachtung des Verfassungsschutzes. 

## Ausbildung und Beruf
Winhart besuchte nach dem Abitur die FH Kufstein (2003–2005), dann die Hochschule für Politik München (2005–2010) sowie die Fachhochschule für angewandtes Management Erding (2006–2009).  Dagegen besuchte er laut seiner Homepage ab 2006 die Technische Hochschule Rosenheim und studierte dort Betriebswirtschaft, danach in München Politikwissenschaften mit dem Abschluss als Dipl. Betriebswirt. Winhart war Alter Herr der katholischen Studentenverbindungen KSStV Alemannia München (Ausschluss 2018) und KStV Rhenania Innsbruck (Austritt 2019) im KV. Bis Oktober 2018 war er außerdem Alter Herr der Schülerverbindung Absolvia Rosenheim.

## Politischer Werdegang
Winhart war Mitglied der CSU Bayern und ab 2011 stellvertretender Vorsitzender der Jungen Union im Ortsverband Bad Aibling. Im März 2015 wechselte er zur AfD und begründete dies damit, dass die CSU ihre „konservativen Kernthemen“ immer mehr verraten habe. Er gründete den Rosenheimer Kreisverband der Jungen Alternative (JA) und rückte als deren Vorsitzender direkt in den Vorstand der AfD Rosenheim auf. Später wurde er AfD-Kreisvorsitzender in Rosenheim.
2016 war Winhart Landesvorsitzender der JA Bayern und gründete ein Netzwerk AfD-naher Hochschulgruppen in Bayern mit. Er behauptete, Migranten würden künftig die Wohnungsnot für Studenten verschärfen. Er unterstützte Gründungen neuer AfD-Hochschulgruppen und deren Strategie, gezielt Hochschulveranstaltungen anzumelden, um Proteste und Aufmerksamkeit zu erregen.

### Bayerischer Landtag
Für die Landtagswahl in Bayern 2018 kandidierte Winhart im Stimmkreis Rosenheim-Ost. Mit 10,1 % Erststimmen verfehlte er das Direktmandat, gelangte aber über einen Listenplatz im Wahlkreis Oberbayern als einer von 22 AfD-Abgeordneten in den Landtag Bayerns. Bei der Landtagswahl 2023 zog er erneut in den Landtag ein.
Als Landtagsabgeordneter ist er Mitglied im Ausschuss für Ernährung, Landwirtschaft und Forsten, im Ausschuss für Gesundheit und Pflege, im Beirat der Bayerischen Staatsforsten und im Landesgesundheitsrat.
Am 30. September 2021 wurde Andreas Winhart zum parlamentarischen Geschäftsführer der AfD-Fraktion im Bayerischen Landtag gewählt.

### Kommunalpolitik
Zur bayerischen Kommunalwahl am 15. März 2020 kandidierte Andreas Winhart für den Stadtrat in Bad Aibling und erreichte als einziger AfD-Vertreter ein Stadtratsmandat. Außerdem erreichte er ein Mandat im Kreistag Rosenheim.

## Kontroversen

### Vorwurf der verdeckten Wahlkampffinanzierung zur Landtagswahl 2018
Von Mai bis August 2018 bestellte Winhart nach Eigenaussage beim Verein zur Erhaltung der Rechtsstaatlichkeit und bürgerlichen Freiheiten wöchentlich bis zu 1500 Exemplare der Zeitschrift Deutschland-Kurier. Er nutzte damit ein bundesweites kostenloses Angebot des Vereins, das schon 2017 bestanden habe, und ließ die Zeitschrift in seinem AfD-Kreisverband verteilen. Diese Wahlkampfhilfen waren im Rechenschaftsbericht der AfD Rosenheim nicht ausgewiesen. Winharts Angaben bestätigten Recherchen des ARD-Magazins Panorama zur engen aktiven Zusammenarbeit der AfD mit dem Verein, die der AfD-Bundesvorstand bis dahin bestritten hatte. Staatsrechtler werten diese Zusammenarbeit als Form illegaler Parteispenden; die Bundestagsverwaltung prüft den Vorgang.

### Rassistische sowie antisemitische Äußerungen
Am 30. September 2018 behauptete Winhart bei einem Wahlkampfauftritt mit Alice Weidel in Bad Aibling, Albaner und Kosovaren würden als mobile Pflegekräfte „die Bude ausräumen“. Durch Asylbewerber sei es zu weit mehr Fällen von HIV, Krätze und Tuberkulose im Landkreis gekommen: Das habe er vom Gesundheitsamt Rosenheim „nachrecherchieren lassen“. Er forderte unter Applaus: „Ich möchte wissen, wenn mich in der Nachbarschaft ein Neger anküsst oder anhustet, dann muss ich wissen, ist er krank oder ist er nicht krank.“ Die Wahl der AfD biete die Chance, „die Soros-Flotte mit den ganzen Rettungsbooten im Mittelmeer zu versenken“. Die rassistischen Aussagen wurden als solche Stereotype kritisiert, letztere als indirekter Mordaufruf.
Das Gesundheitsamt Rosenheim widersprach der behaupteten Vielzahl von Infektionsfällen am 8. Oktober 2018 öffentlich und informierte Winhart, dass das Robert Koch-Institut „keine relevante Infektionsgefährdung der Allgemeinbevölkerung durch Asylsuchende“ sehe, sondern eine größere Anfälligkeit der Asylsuchenden, meist für gewöhnliche Infekte. Am 14. Oktober zeigte eine Gruppe von 20 Bürgern Winhart bei der Staatsanwaltschaft wegen Volksverhetzung an. Der AfD-Vorstand mahnte ihn ab, ließ ihn aber weiter auf einem aussichtsreichen Listenplatz kandidieren. Nach der Landtagswahl bedauerte Winhart auf seiner Facebook-Seite den Ausdruck „Neger“ als „nicht politisch korrekt“. Medienberichte werteten dies nur als Teilentschuldigung und verwiesen darauf, dass der Verfassungsschutz Winhart trotz seiner Immunität beobachtet. Das Bayerische Landesamt für Verfassungsschutz stufte seine entsprechenden Redeausschnitte wegen der abfälligen Aussagen über albanische und kosovarische Pflegekräfte und angebliche Infektionsrisiken durch Asylsuchende als extremistisch ein. Anfang 2019 stellte der bayerische Verfassungsschutz Winharts Beobachtung ein, weil sich keine Anhaltspunkte ergeben hätten, dass er sein Mandat für eine aktive und aggressive Bekämpfung der freiheitlich-demokratischen Grundordnung missbrauchte. Der Verdacht des Extremismus ist damit nicht gänzlich ausgeräumt.
Die Staatsanwaltschaft in Traunstein leitete kein Ermittlungsverfahren gegen Winhart ein, weil sie seine Aussagen zwar als beleidigend und beschimpfend gegenüber Bevölkerungsgruppen einstufte, aber nicht als volksverhetzend. Es sei im Kontext nicht auszuschließen, dass er sich damit „für eine gesundheitspolitische Maßnahme aussprechen wollte“.
Zwischen 2019 und 2023 sorgte eine gerichtliche Auseinandersetzung mit der Komikerin Enissa Amani für mediale Aufmerksamkeit.

### Äußerungen im Zusammenhang der Corona-Pandemie
Am 22. März 2020 kam Winhart erneut in die breite Öffentlichkeit, nachdem er sich zu der unter vorsorglicher Corona-Quarantäne stehenden Bundeskanzlerin Angela Merkel auf Twitter äußerte: „Gut, hinter Gitter wäre besser, aber is ja schon mal ein Anfang.“ Ende April 2020 erstattete Winhart Strafanzeige gegen die Stadt Rosenheim wegen Körperverletzung.
Anfang März fand in Rosenheim ein Starkbierfest statt, das wegen der Ausbreitung des Coronavirus nach drei Tagen abgebrochen wurde. Winhart schrieb, es stehe der Verdacht im Raum, dass „die Rosenheimer Politik für ein wenig Aufmerksamkeit vor der Kommunalwahl die Gesundheit der Bevölkerung aufs Spiel gesetzt“ habe, und sprach von einer „Corona-Party“. Allerdings hatte Winhart selbst am 4. März kurz vor dem Beginn des Fests, als bereits über eine Absage diskutiert wurde, auf Twitter geschrieben: „Oh mein Gott […] ist diese Panik wirklich nötig?“ Das Rosenheimer Gesundheitsamt hatte am 3. März zur Absage geraten. Winhart selbst nahm in dieser Zeit noch an einem Starkbierfest in Feldkirchen-Westerham teil.
Nach der Absage des Rosenheimer Herbstfestes Ende April 2020 kritisierte Winhart diese Entscheidung als „unverhältnismäßig“; das Fest falle „dem CSU-Verbotswahn zum Opfer“. Ein „Mittelweg mit höheren Hygieneauflagen und weiteren Tischabständen“ wäre laut Winhart „erstrebenswert“ gewesen.
Im September 2020 besuchte der Abgeordnete Winhart eine Corona-Teststation an der Autobahn A93. Dabei betitelte er die kostenlosen Tests als „Geldverschwendung“.
Im April 2021 unterstellte Winhart dem CSU-Landtagsabgeordneten Stöttner bei seinen Geschäften gewisse Parallelen zu der Maskenaffäre.
Eine Anfrage des BR zum „Skandalheim Schliersee“ ließ Winhart Anfang Oktober 2021 unbeantwortet.
Die Tatsache, dass immer mehr Arztpraxen während der Corona-Pandemie die 3G-Regel einführten, bezeichnete Winhart als „Diskriminierung“ und befürchtete, dass Patienten Arztbesuche dadurch aufschöben.
Beim Thema Corona-Impfungen sprach Winhart von „Impf-Fanatikern“ sowie „Corona-Hysterikern“.